# Seul (album d'Eddy Mitchell)
Pour les articles homonymes, voir Seul.
Albums de Eddy Mitchell
Perspective 66
(1966) De Londres à Memphis
(1967)
Singles
1. De la musique
Sortie : mars 1966
2. J'ai oublié de l'oublier
Sortie : juin 1966
3. Seul
Sortie : décembre 1966

Seul est le septième album studio d'Eddy Mitchell, il sort en novembre 1966.

## Histoire
Nota : référence pour l'ensemble de la section (sauf indication contraire) : .
Paru en novembre 1966, l'album Seul est (une fois de plus), enregistré avec les musiciens du London All Star dans le studio Pye à Londres. 
Dans la lignée du précédent 33 tours (Perspective 66), l'album favorise les créations originales plutôt que les adaptations de titres anglo-saxons : dix compositions, contre une adaptation (Fräulein) et une reprise, mais d'une chanson française, Et maintenant de Gilbert Bécaud. Pour se faire, Eddy Mitchell, regrettant dans un entretien à Rock & Folk que « les compositeurs français ne se soient pas réveillés un peu plus tôt. », s'octroie les services de Guy Magenta, Éric Charden, Jacques Revaux et surtout de Jean-Pierre Bourtayre et de son pianiste Pierre Papadiamandis qui signe ici ses premières compositions pour Eddy Mitchell.
La chanson Chronique pour l'an deux mille, sortie en single en juin 1966, est la toute première apparition de Papadiamandis en tant que compositeur pour Mitchell. Les paroles évoquent la querelle Antoine-Hallyday qui défraya les chroniques quelques mois plus tôt.
Jean-Pierre Bouthayre écrit les paroles de deux succès : De la musique et L'épopée du rock (il est également l'auteur, précédemment, d'une autre chanson qui s'impose S'il n'en reste qu'un (voir album Perspective 66). On retiendra que c'est le producteur Jean Fernandez qui clame les passages parlés de L'épopée du rock et que les paroles sont signées par un certain Philippe Christian, qui n'est autre qu'un pseudonyme utilisé par le journaliste Philippe Labro auteur du texte en collaboration avec Mitchell,.
Trois autres morceaux sont également des « tubes  » : Seul, J'ai oublié de l'oublier et le très « cadencé » Société anonyme.

## Autour de l'album
Références originales
33 tours Barclay 80331
Singles
Trois super 45 tours précèdent ou sont extraits de l'album :
- Mars 1966, 45 tours Barclay 70962[9] :

1. De la musique
2. Les filles d'Irlande
3. Fortissimo
4. La triste histoire

- Juin 1966, 45 tours Barclay 71053[10] :

1. Monsieur Bon-Dieu
2. J'ai oublié de l'oublier
3. Chronique pour l'an 2000
4. La dernière fois

- Décembre 1966, 45 tours Barclay 71090[11] :

1. Seul
2. Et maintenant
3. L'épopée du rock
4. Société anonyme

## Liste des titres
| No  | Titre                           | Paroles                          | Musique               | Durée |
| --- | ------------------------------- | -------------------------------- | --------------------- | ----- |
| 1.  | Seul                            | Claude Moine                     | Pierre Papadiamandis  | 2:40  |
| 2.  | Au temps des Romains            | Ralph Bernet                     | Guy Magenta           | 2:45  |
| 3.  | Je serai de retour              | Ralph Bernet                     | Jacques Revaux        | 3:00  |
| 4.  | L'aventure                      | Claude Moine                     | Jean-Pierre Bourtayre | 2:17  |
| 5.  | J'ai oublié de l'oublier        | Claude Moine                     | Pierre Papadiamandis  | 3:05  |
| 6.  | Fräulein (Fraulein (song) (en)) | Claude Moine (adaptation)        | Lawton Williams (en)  | 2:43  |
| 7.  | L'épopée du rock                | Philippe Christian, Claude Moine | Jean-Pierre Bourtayre | 3:14  |
| 8.  | Et maintenant                   | Pierre Delanoë                   | Gilbert Bécaud        | 3:25  |
| 9.  | L'enfant qui m'a vu pleurer     | Claude Moine                     | Pierre Papadiamandis  | 2:42  |
| 10. | Société anonyme                 | Ralph Bernet                     | Guy Magenta           | 2:35  |
| 11. | La damnation de Faust           | Monty                            | Éric Charden          | 2:44  |
| 12. | De la musique                   | Claude Moine                     | Jean-Pierre Bourtayre | 2:33  |

### Titres bonus - réédition CD
CD Barclay 557 986-2.
Ces titres sont parus uniquement en super 45 tours en 1966.
| No  | Titre                    | Paroles      | Musique               | Durée |
| --- | ------------------------ | ------------ | --------------------- | ----- |
| 13. | Les filles d'Irlande     | Pierre Saka  | Jean Renard           | 2:28  |
| 14. | Fortissimo               | Ralph Bernet | Guy Magenta           | 2:26  |
| 15. | La triste histoire       | Claude Moine | Jean-Pierre Bourtayre | 3:10  |
| 16. | Monsieur Bon-Dieu        | Claude Moine | Jean-Pierre Bourtayre | 3:24  |
| 17. | Chronique pour l'an 2000 | Claude Moine | Pierre Papadiamandis  | 2:22  |
| 18. | La dernière fois         | Claude Moine | Jean-Pierre Bourtayre | 3:05  |

## Crédits

### Musiciens
- Chant : Eddy Mitchell
- Guitare : Big Jim Sullivan
- Basse : Alan Weighell
- Batterie : Ronnie Varrell
- Percussions : Barry Morgan
- Piano : Reg Guest
- Saxophone : Bob Essort, Don Honeywill, Rex Morris[Note 1]
- Trombone : Don Lusher
- Trompette : Albert Hall, Eddy Blair, Ray Davis

### Production
- Production : Jean Fernandez
- Direction d'orchestre : Charles Katz
- Arrangements : Jean Bouchéty, Reg Guest
- Ingénieur du son : Bob Auger
- Photographie : Jean-Pierre Leloir